# Luis Antonio Fenech
Luis Antonio Fenech fue un arquitecto español del siglo xix.

## Biografía
Arquitecto municipal del Ayuntamiento de Toledo, trabajó entre 1863 y 1868, coincidiendo con el mandato del alcalde Gaspar Díaz de Labandero (1865-1867). Entre las obras que dirigió como técnico municipal aparecen las reparaciones de las murallas de la ciudad en 1864, proyectos para los paseos del Tránsito, San Cristóbal y de Tetuán, todos ellos en 1865. Hizo un proyecto para un nuevo teatro en la plaza Mayor (que luego reinterpretaría el arquitecto Rodrigo Amador de los Ríos como Teatro de Rojas), así como realizó un proyecto para la plaza de toros y llevó a cabo la planificación de las primeras fuentes públicas y de los depósitos del agua en el centro de la ciudad, en 1866.
- Datos: Q5982785